# 남위 26도
남위 26도는 적도로부터 남쪽으로 26도 떨어진 위선이다. 대서양, 아프리카, 인도양, 오스트랄라시아, 태평양, 남아메리카를 지난다. 
이 위도에서의 일조시간은 하지일 때 13시간 46분, 동지일 때 10시간 31분이다.

## 지나가는 지역

남위 26도선은 오스트레일리아의 사우스오스트레일리아주와 노던 준주, 퀸즐랜드주의 경계선이다.

남위 26도선은 본초 자오선에서 동쪽 방향으로 다음 지역들을 지나간다.
| 좌표                                                    | 국가·지역·해역    | 비고 |
| ------------------------------------------------------- | ----------------- | --- |
| 남위 26° 0′ 동경 0° 0′  / 남위 26.000° 동경 0.000°      | 대서양            | |
| 남위 26° 0′ 동경 14° 57′  / 남위 26.000° 동경 14.950°   | 나미비아          | |
| 남위 26° 0′ 동경 20° 0′  / 남위 26.000° 동경 20.000°    | 남아프리카 공화국 | 노던케이프주 |
| 남위 26° 0′ 동경 20° 49′  / 남위 26.000° 동경 20.817°   | 보츠와나          | |
| 남위 26° 0′ 동경 22° 43′  / 남위 26.000° 동경 22.717°   | 남아프리카 공화국 | 노스웨스트주하우텡주 - 요하네스버그 북쪽 통과 음푸말랑가주                                                                                |
| 남위 26° 0′ 동경 31° 6′  / 남위 26.000° 동경 31.100°    | 에스와티니        | |
| 남위 26° 0′ 동경 32° 34′  / 남위 26.000° 동경 32.567°   | 모잠비크          | |
| 남위 26° 0′ 동경 32° 34′  / 남위 26.000° 동경 32.567°   | 인도양            | 마푸투 만 - 모잠비크 마푸투 남쪽 통과 |
| 남위 26° 0′ 동경 32° 55′  / 남위 26.000° 동경 32.917°   | 모잠비크          | 이냐까섬 |
| 남위 26° 0′ 동경 32° 59′  / 남위 26.000° 동경 32.983°   | 인도양            | |
| 남위 26° 0′ 동경 113° 6′  / 남위 26.000° 동경 113.100°  | 오스트레일리아    | 웨스턴오스트레일리아주 - 딕하토그섬 |
| 남위 26° 0′ 동경 113° 11′  / 남위 26.000° 동경 113.183° | 인도양            | 샤크 만 |
| 남위 26° 0′ 동경 113° 33′  / 남위 26.000° 동경 113.550° | 오스트레일리아    | 웨스턴오스트레일리아주 - 페론 반도 |
| 남위 26° 0′ 동경 113° 43′  / 남위 26.000° 동경 113.717° | 인도양            | 해리던 만, 샤크 만 |
| 남위 26° 0′ 동경 113° 52′  / 남위 26.000° 동경 113.867° | 오스트레일리아    | 웨스턴오스트레일리아주 - 페론반도 |
| 남위 26° 0′ 동경 113° 54′  / 남위 26.000° 동경 113.900° | 인도양            | 하멜린풀, 샤크 만 |
| 남위 26° 0′ 동경 114° 11′  / 남위 26.000° 동경 114.183° | 오스트레일리아    | 웨스턴오스트레일리아주와 노던 준주의 경계 노던 준주와 사우스오스트레일리아주의 경계 사우스오스트레일리아주와 퀸즐랜드주의 경계 퀸즐랜드주 |
| 남위 26° 0′ 동경 153° 9′  / 남위 26.000° 동경 153.150°  | 인도양            | 산호해 |
| 남위 26° 0′ 동경 163° 44′  / 남위 26.000° 동경 163.733° | 인도양            | |
| 남위 26° 0′ 서경 70° 38′  / 남위 26.000° 서경 70.633°   | 칠레              | |
| 남위 26° 0′ 서경 68° 26′  / 남위 26.000° 서경 68.433°   | 아르헨티나        | |
| 남위 26° 0′ 서경 57° 51′  / 남위 26.000° 서경 57.850°   | 파라과이          | |
| 남위 26° 0′ 서경 54° 41′  / 남위 26.000° 서경 54.683°   | 아르헨티나        | |
| 남위 26° 0′ 서경 53° 48′  / 남위 26.000° 서경 53.800°   | 브라질            | 파라나주 산타카타리나주 |
| 남위 26° 0′ 서경 48° 36′  / 남위 26.000° 서경 48.600°   | 대서양            | |

## 같이 보기
- 남위 25도
- 남위 27도